# Marduk-nādin-aḫḫē

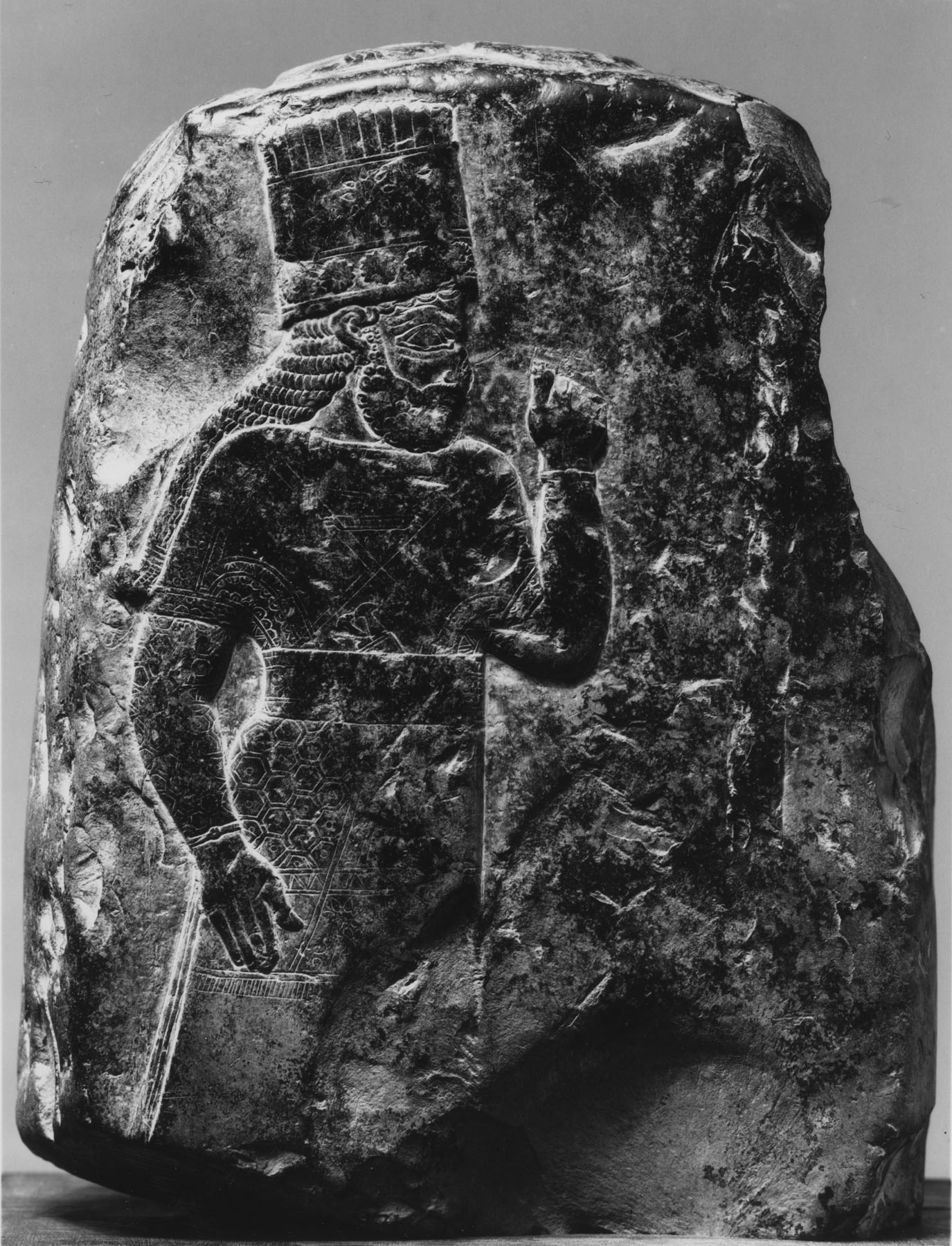
Kudurru mit einem Bildnis von Marduk-nādin-aḫḫē aus Amran (Babylon)

Marduk-nādin-aḫḫē war 1099 bis 1082 v. Chr. König von Babylon (Isin-II-Zeit).
Ein Grenzstein (kudurru) mit einer königlichen Landschenkungsurkunde wurde 1788 von dem französischen Reisenden Antoine Michaux südlich von Bagdad entdeckt und der französischen Nationalbibliothek übergeben. Er wurde als Caillou Michaux bekannt. Er war eines der ersten Keilschriftdokumente, die in den Westen gelangten. Seine ersten zwei Register zeigen Göttersymbole, darunter den gehörnten Drachen des Marduk. Darunter befindet sich eine leicht versetzt angebrachte zweizeilige Inschrift.